# Reinhard Tramontana

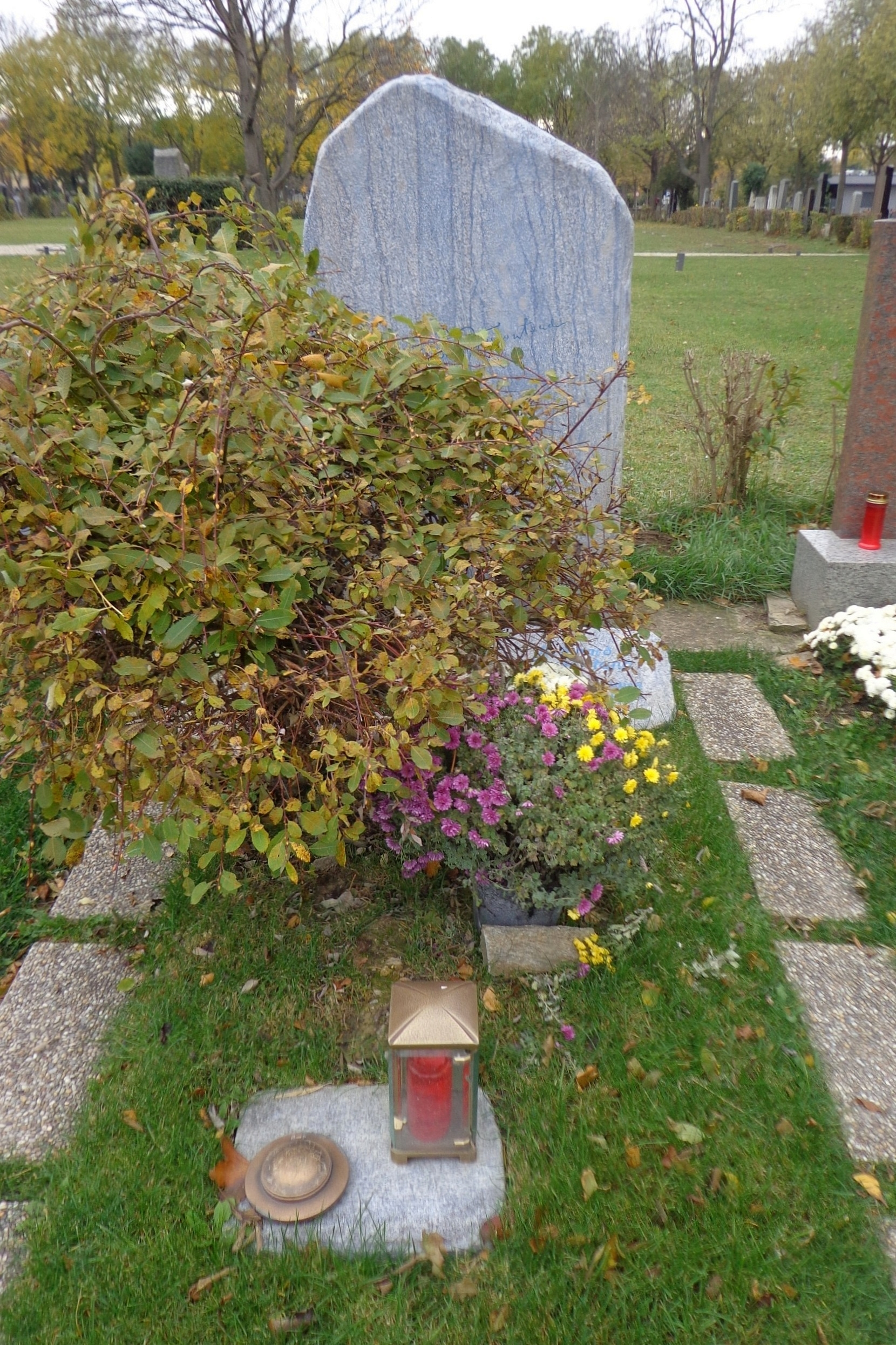
Wiener Zentralfriedhof – ehrenhalber gewidmetes Grab von Reinhard Tramontana

Reinhard Tramontana (* 27. Februar 1948 in Wien; † 6. Oktober 2005 ebenda) war ein österreichischer Journalist, Kabarettist und Autor zahlreicher Bücher.

## Leben
Reinhard Tramontana war Mitbegründer der Kabarettgruppe Die Scheibenwischer, arbeitete als freier Journalist und für Die Presse und die Salzburger Nachrichten, war Chefredakteur des Magazins Basta und Herausgeber der Zeitschrift Wiener.
Seit 1971 war er für das Nachrichtenmagazin profil als Autor und ab 1982 als stellvertretender Chefredakteur tätig; hier erschien seit 1975 seine wöchentliche Kolumne profan, in der er das Geschehen in Politik und Gesellschaft satirisch  kommentierte. Im Wirtschaftsmagazin trend verfasste er seit 1976 die Kolumne trendstation.
1998 wurde ihm der Nestroy-Ring der Stadt Wien verliehen.
Reinhard Tramontana starb in der Nacht vom 5. auf den 6. Oktober 2005 in Wien aufgrund innerer Blutungen. Er wurde in einem ehrenhalber gewidmeten Grab der Stadt Wien am Wiener Zentralfriedhof (Gruppe 40) bestattet.